# Császári és Királyi 2. Frigyes Lipót porosz herceg Huszárezred
Az 2. Frigyes Lipót porosz herceg Huszárezred a Habsburg Birodalom haderejének részét képező lovasságnak volt a huszárezrede. Az 1867-es Kiegyezést követően az úgynevezett Közös Hadsereg egysége volt, mely katonai alakulatként tevékenykedett az Osztrák–Magyar Monarchia 1918-as felbomlásáig.

## Története
Az ezredet 1742. április 17-én I. Ferenc császár parancsára hozták létre az erdélyi székek kérésére. Kezdetben Székely Huszárezrednek nevezték, de nem sokkal a felállítását követően az ezredtulajdonos neve szerint kezdték el nevezni az ezredet.
Az ezred 1769-ben kapta az összlovasságra vonatkozó 17. Lovassági Ezred megnevezést, de egészen 1798-ig az ezredtulajdonos nevén hívták az ezredet, akinek ekkor már nem feltétlen kellett a parancsnoknak is lennie.
Az 1798-as hadsereget szabályozó rendszer bevezetésével hivatalosan csak a sorszámot lehetett használni, de a gyakorlatban vegyesen használták a sorszámot az ezredtulajdonosi névvel történő megnevezést is.
1915-ben az összes ezred nevét megszüntették. Ezután az alakulat Császári és Királyi 2. Huszárezred néven szolgált. Ezt a gyakorlatban nem tudták kivitelezni, mivel a háború miatt bevezetett költségcsökkentés nem tette lehetővé új nyomtatványok és pecsétek készítését. Másfelől senki sem tartotta be szívesen ezt a parancsot és továbbra is "Hadik-Huszárezrednek" titulálták az ezredet.

## Hadkiegészítő körzetek
- Az ezredet 1875-ig kizárólag Erdélyből egészítették ki.
- 1875-1889 Erdély, Bánság és a szomszédos magyarországi megyék
- 1889-től az erdélyi Nagyszeben kerületéből egészítették ki az ezredet.

## Békehelyőrségek
| I. | II. | III. |
| --- | --- | --- |
| - 1748 Torda - 1754 Dés - 1754 Homonna - 1755–1756 Morvaország - 1763 Déva - 1766 Nagyenyed - 1769 Szászváros - 1776–1778 Dés - 1780 Kőhalom - 1786 Szentágota - 1787–1788 Nagyenyed - 1790–1793 Segesvár | - 1798 Alsó-Ausztria - 1801–1805 Nagyenyed - 1806 Pettau - 1807 Radkersburg - 1808–1809 Kőhalom - 1810 Nagyenyed - 1812–1813 Szucsáva - 1814–1815 Trier - 1816 Nagyenyed - 1831 Klagenfurt - 1832 Radkersburg - 1836 Eszék | - 1842–1848 Újpécs - 1849 Brandeis - 1850 Klattau - 1851 Podgorze (Krakkó) - 1855 Krakkó - 1856–1859 Bochnia - 1859 Felső-Ausztria - 1860 Zolkiew - 1865–1866 Lemberg - 1866 Prossnitz - 1870 Bruck an der Leitha - 1891 Nagyszeben - 1900–1914 Törzs Brassó / 1. század Höltövény / 2. század Rozsnyó / 3. század Botfalu-Szentpéter / 4. század Vidombák / 5. század Feketehalom / 6. század Keresztényfalva |

## Ezred tulajdonos
- 1749 gróf Kálnoky Antal vezérőrnagy(Kálnoky Huszárezred)
- 1762 Jász Huszárezred
- 1798 (Új megnevezés 2. Huszárezred)
- 1784 főherceg Sándor Lipót ezredes, Magyarország nádora
- 1795 főherceg József Antal lovassági tábornok, Magyarország nádora
- 1847 I. Ernő Ágost hannoveri király (2. Hannover-huszárezred)
- 1852 Nyikolaj orosz nagyherceg
- 1893 Frigyes Lipót porosz herceg

## Második tulajdonos
- 1784 báró miháldi Splényi Mihály vezérőrnagy
- 1840 gróf Zichy Ferdinánd altábornagy
- 1809 báró Mecséry Dániel altábornagy
- 1823 betöltetlen
- 1825 báró miháldi Splényi Mihály vezérőrnagy lovassági tábornok
- 1849 lovag Ignaz von Legeditsch altábornagy
- 1866 báró baranyicska Jósika János altábornagy

## Ezred-parancsnokok
| I. | II. | III. |
| --- | --- | --- |
| - 1742 gróf Kálnoky Antal ezredes - 1746 Makházszy Wolfgang ezredes - 1753 báró baranyicska Jósika János ezredes - 1757 gróf Bethlen József Ádám ezredes - 1759 Simonyi György ezredes - 1771 gróf Bethlen Ádám ezredes - 1773 Gregorovich alezredes (mb. parancsnok) - 1773 Ternyey János ezredes - 1775 Baranyay János ezredes - 1779 Anton Hildebrandt ezredes - 1789 Bátorkézi Károly Ottó ezredes - 1794 báró Szent-Kereszty András ezredes - 1797 báró Knesevich Vince ezredes | - 1800 Szabó Ferenc ezredes - 1804 báró miháldi Splényi Mihály ezredes - 1809 báró Geramb Lipót ezredes - 1814 Emanuel von Bretfeld zu Kronenburg ezredes - 1819 Ferdinand Graf Serbelloni ezredes - 1828 lovag Michael Thaller ezredes - 1833 herceg Alexander von Württemberg ezredes - 1839 Ambrosius von Christoffy ezredes - 1845 ittebeni Kiss Ernő Elemér ezredes - 1849 gróf Ernst Waldstein-Wartenberg ezredes - 1849 szentkátolnai Cseh Viktor ezredes - 1854 Ignaz von Forster ezredes - 1859 Fratricsevics Ignác ezredes - 1866 Heinrich Schemel Edler von Kühnritt ezredes | - 1871 báró Carl von Lederer ezredes - 1873 báró Rudolph von Gaffron und Oberstradam ezredes - 1879 báró Alexander Hügel ezredes - 1884 Wilhelm Saffin Edler von Corpon ezredes - 1889 hagyárosi Zalay Tamás ezredes - 1893 báró Paul Baumgartner von Baumgarten ezredes - 1898 Jámborffy Kálmán ezredes - 1903 Heinrich Freiherr von Mylius ezredes - 1907 Julius Ritter Rainer von Lindenbüchl ezredes - 1912 báró velencei Ambrus László ezredes - 1914 szadai Zábrátzky Imre ezredes |

## Hadműveletek
Osztrák örökösödési háború

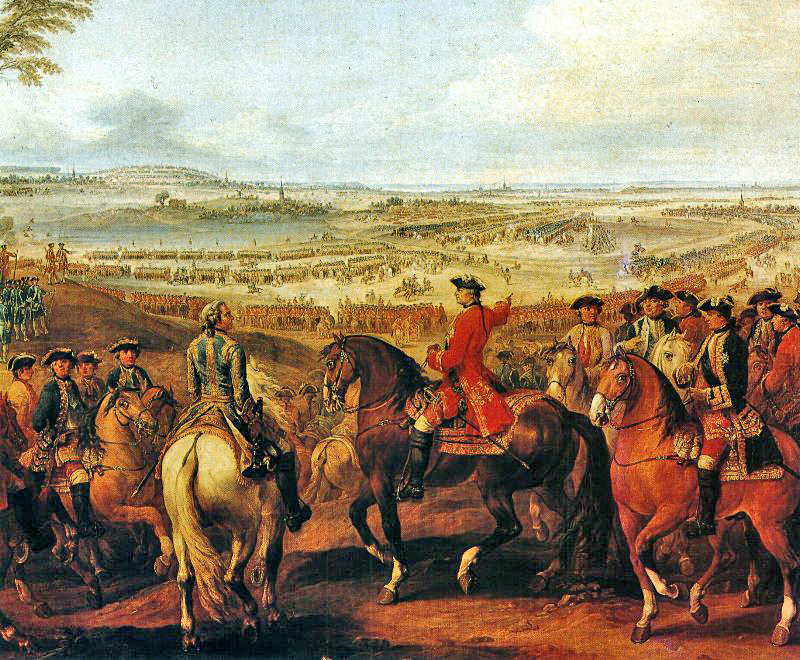
A lauffeldti csata

- 1743 Az ezred Bajorországban harcolt, majd egészén a Rajnáig hatolt előre.
- 1744-ben részt vett a beinheimi csatában, majd Csehországba helyezték át.
- 1745-ben részt vett a sziléziai harcokban: részt vett a mochberni és a pretschi csatában.
- 1746–1747 Előre nyomult Hollandiába, ahol részt vett a rocouri és a lauffeldti csatában.

Hétéves háború
- 1757-ben az ezred részt vett a kolini és a görlitzi csatában.
- 1758 Bethlen ezredes parancsnoksága alatt az ezred részt vett a landshuti és a königgrätzi csatában.
- 1759-ben részt vett a sziléziai hadjáratban: az ezred részt vett a greiffenbergi- liebau- és kunersdorfi csatában.
- 1760-ban metámadta Schlesisch-Neustadt-ot, részt vett a lindewiese-i csatában.
- 1761 Brentano Hadtest kötelékébe helyezték és ebben az évben nem vett részt harci cselekményekben.
- 1762-ben részt vett a burkersdorfi és a peilaui csatában.

Bajor örökösödési háború
- 1778 Csehországi hadjárat: részt vett a daubai csatában.
- 1779 Járőr-és biztosítási szolgálat. Az ezred egységei részt vettek a jonsdorfi és az olbersdorfi csatákban.
- 1784-1785-ben az ezredet bevetették a havasalföldi lázadás leverésében. Az ezred egy százada elfogta a lázadók vezérét.
- 1788-ben az erdélyi határőrvidék fennhatósága alá helyezték. Részt vettek a porcenji és a priporai csatában.
- 1789-ben századokra bontva részt vett a kimpolungi- rimniki és a porcenji csatában.
- 1790 Kalafati csata.

Koalíciós háborúk
- 1792-1793-ben a Felső-Rajna vidékére helyezték, ahol részt vett a landaui- bienwaldi- lauterburgi és a saint-jean-de-luzi csatákban Napóleon seregeivel szemben.
- 1794-ben részt vett Luxemburg várának a védelmében.
- 1796 Járőr-és biztosítási szolgálat Itáliában, Mantova városában.
- 1799 Részt vett a cassano d’addai- trebbiai, novii és genolai csatában. Ezt követően Cuneo blokádára rendelték ki.
- 1800 Részt vett a casteggio és pozzolo-valeggioi csatákban.
- 1805 visszavonulások Itáliában.
- 1809-ben a IX. Hadtesthez rendelve részt vett az itáliai pordenonei- sacilei- és castelfranco di venetoi csatában a Piave mentén. Ezt követően Magyarországra helyezték. Részt vett a csanáki és a győri csatában.

Felszabadítási háborúk
- 1813-ben előbb a dunai-hadsereg, majd az osztrák-bajor hadtest részeként gróf Carl Philipp von Wrede lovassági tábornok parancsnoksága alatt részt vett a rothenburgi és hanaui csatákban.
- 1814 Harcok Brienne-le-Châteaunál, Nangisnál, Saint Martinnál, Bar-sur-Aubenál és Arcis-sur-Aubenál.
- 1815-ben a franciaországi megszálló csapatok alá rendelték.

1848–49-es forradalom és szabadságharc
- 1848-1849-ben a huszárezred részt vett a császári hadsereg elleni forradalomban és szabadságharcban. A Délvidéken részt vett a magyar lakosságra rátámadó szerbek megregulázásában.
- 1849-ben az ezredet újjá szervezik.

Porosz–osztrák–olasz háború
- 1866-ban az ezredet az északi hadsereg parancsnoksága alá helyezték. Négy század részt vett a münchengrätzi- jitschini- és a königgrätzi csatában. Ezt követte a roketnitzi csata. Az 1. század részt vett a theresienstadti vár elfoglalásában.

Első világháború

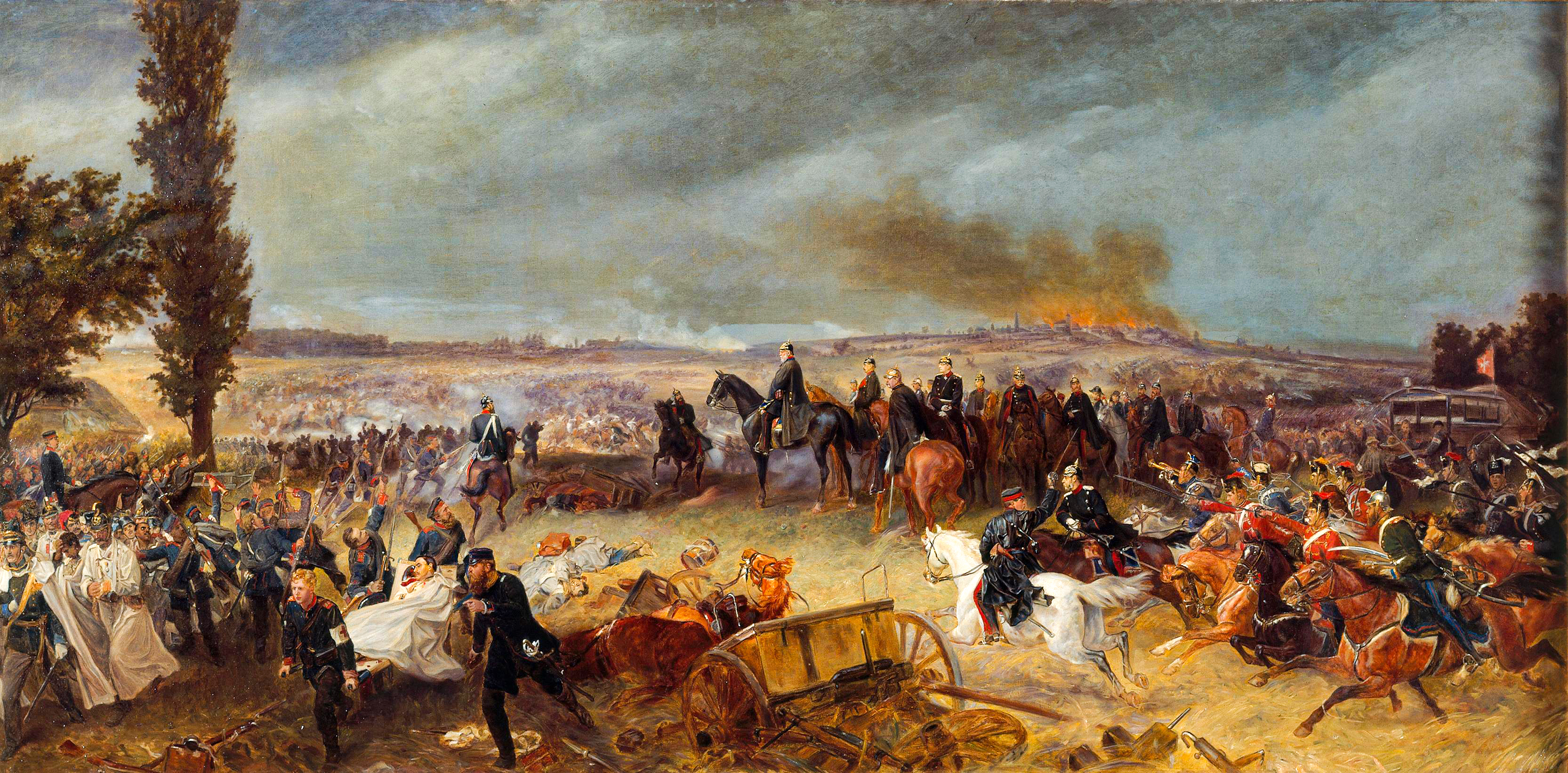
Königgrätzi csata

- A huszárezred eleinte ezred kötelékben harcolt, majd hadosztály közvetlen huszárosztályként felosztva. A háború vége felé gyalogosként vetették be az ezredet. Majd 1918-ban a felszámolták a győztes hatalmak nyomására.

## Megszüntetése
1918 őszén az Osztrák-Magyar Monarchia felbomlását követően Magyarország kikiáltotta függetlenségét. A frontokon harcoló alakulatokat haza szállították és a fegyverszüneti egyezmény értelmében felszámolták őket. Ez a sors jutott a nagy múltú Császári és Királyi 2. Huszárezred számára is. A hivatalos források szerint viszont a Császári és Királyi Hadügyminisztérium alá tartozott és mivel Magyarország függetlenné vált, nem hívhatta volna haza a többnyire magyar sorállománnyal rendelkező ezredet, hogy megszüntethesse. Ezt csak is a K.u.K. Hadügyminisztérium tehette volna meg. Nem tudni pontosan, hogy ez valaha meg is történt-e.

## 1914. júliusi alárendeltségi állapot

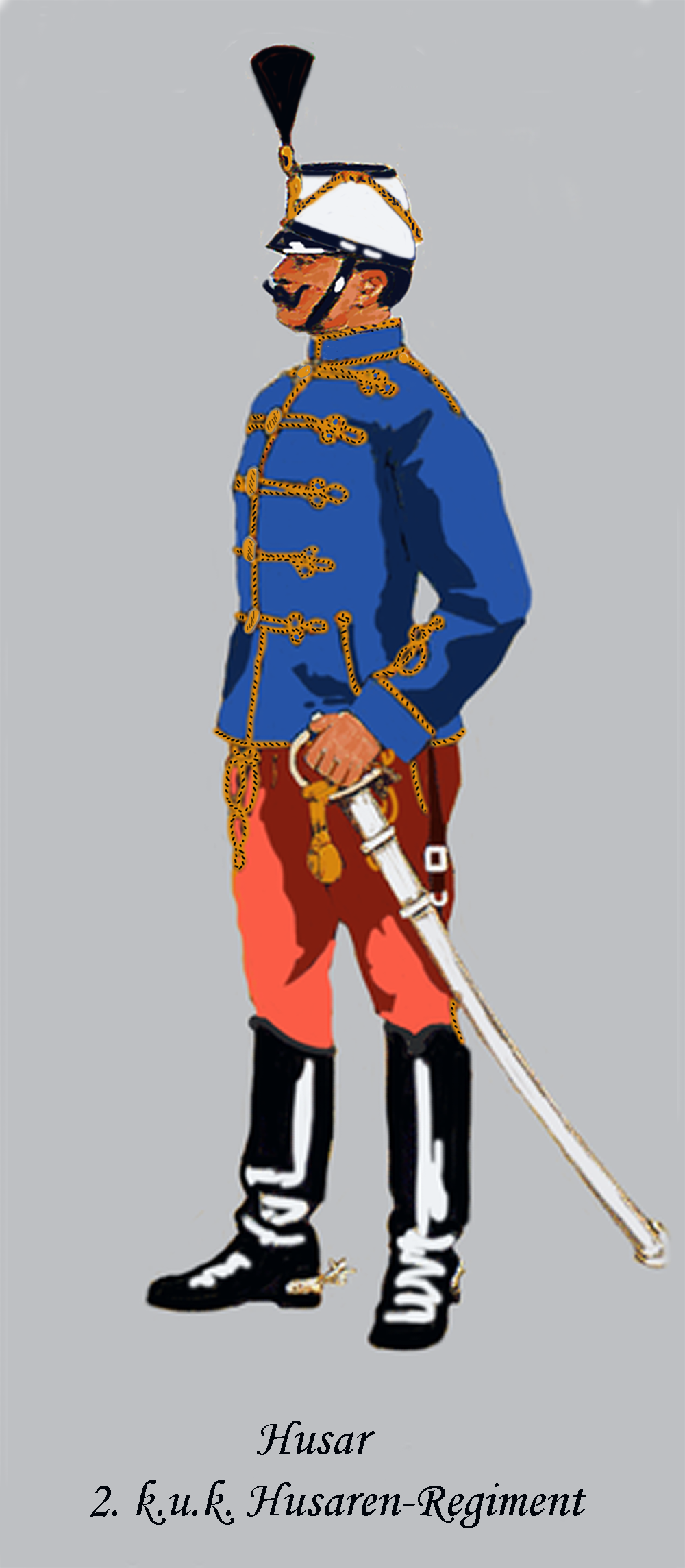
A 2. Huszárezred közhuszára

XII. Hadtest – 1. Lovassági Hadosztály – 12. Lovasdandár
Nemzetiség: 89% magyar – 11% egyéb
Ezredvezénylő nyelv: magyar
Egyenruha: világoskék atilla aranyozott gombokkal és fehér csákó takaróval

## Szervezete
A XVIII. századi folyamatos hadseregreformok során a lovasságnál az ezredeket négy osztályra, ezen belül nyolc svadronra tagolták. Kialakítottak egy tartalék svadront is 186 fővel, elsősorban az újoncok kiképzésére. Az addigi 2 század = lovassági szervezést felváltotta az immár 2 svadron = divízió szervezés. Vagyis a lovasságnál eltüntették az addig a gyalogságtól átvett kompánia (század) megnevezést és a lovassági század svadron nevet nyert, míg az addigi kétszázadnyi harcászati egység, a svadron új megnevezése divízió (osztály) lett. Szabályozták az ezredlétszámokat, a zászlók alakját, az egyenruha formáját, de a szín ezredről ezredre változott. A fegyverzet továbbra is kard, két pár pisztoly, később rövid karabély. A vezényleti nyelv német maradt, de a nem magyar származású ezredtulajdonosok, illetve ezredparancsnokok döntő többsége – tekintettel, hogy huszárjaikkal magyarul tudjanak beszélni – megtanulták a nyelvet, ha törve is, de megértették magukat.
1860-tól az ezred 2 osztályból állt, ami továbbá három-három századból. Így került bevetésre az első világháborúban.
Az egyes osztályokat a vezetőjükről nevezték el:
- az 1. osztály volt az ezredesi-osztály
- a 2. osztály volt az alezredesi-osztály
- a 3. osztály volt az 1. őrnagyi-osztály
- a 3. osztály volt a 2. őrnagyi-osztály

1798-ig az ezredeket tulajdonosuk neve szerint hívták, akiknek ténylegesen vezetniük is kellett az alakulataikat. Minden tulajdonos váltással az ezred új nevet kapott. 1798-at követően hivatalosan csak számozással illették az alakulatokat, de bizonyos esetben, illetve beszédben az éppen aktuális ezred tulajdonos nevén nevezték.
Pont ezek miatt az állandó átnevezések kapcsán nehezen követhető az osztrák-magyar huszárezredek története.

## Fordítás
- Ez a szócikk részben vagy egészben az k.u.k. Husarenregiment „Friedrich Leopold von Preußen“ Nr. 2 című német Wikipédia-szócikk ezen változatának fordításán alapul.  Az eredeti cikk szerkesztőit annak laptörténete sorolja fel. Ez a jelzés csupán a megfogalmazás eredetét és a szerzői jogokat jelzi, nem szolgál a cikkben szereplő információk forrásmegjelöléseként.